# Karang Sari (Lubai)
Karang Sari is een bestuurslaag in het regentschap Muara Enim van de provincie Zuid-Sumatra, Indonesië. Karang Sari telt 2144 inwoners (volkstelling 2010).